# Girolamo Pamphilj
Girolamo Pamphilj (Roma, 21 de maio de 1645 - Roma, 11 de agosto de 1610) foi um cardeal do século XVII

## Biografia
Nasceu em Roma em 21 de maio de 1645. De família nobre. Segundo filho de Pamphilio Pamphilj e Orazia Mattei. Tataraneto do Papa Alexandre VI (1492-1503). Tio do Papa Inocêncio X (1644-1655). Tio-avô do cardeal Camillo Francesco Maria Pamphilj (1644). Outros cardeais da família Pamphilj foram Benedetto Pamphilj , OSIo.Hieros. (1681); Giuseppe Maria Doria Pamphilj (1785); Antonio Maria Doria Pamphilj (1785); e Giorgio Doria Pamfilj Landi (1816). Era muito amigo de Filippo Neri, seu diretor espiritual e futuro santo. Seu sobrenome também está listado como Pamphili.
Estudou direito e obteve o título de doutor in utroque iure na Universidade La Sapienza, em Roma, em 3 de abril de 1565..
Entrou na corte e na casa do cardeal Pietro Aldobrandini. Por instância de Girolamo Mattei, auditor da Câmara Apostólica, o Papa Gregório XIII o nomeou regente da Chancelaria Apostólica. Auditor da Sagrada Rota Romana; mais tarde, seu reitor..
Criado cardeal sacerdote no consistório de 9 de junho de 1604; recebeu o gorro vermelho e o título de S. Biagio dell'Anello, em 25 de junho de 1604. Participou do conclave de março de 1605, que elegeu o Papa Leão XI. Participou do conclave de maio de 1605, que elegeu o Papa Paulo V. Vigário geral de Roma, 1605-1610..
Morreu em Roma em 11 de agosto de 1610. Enterrado na igreja de S. Maria em Vallicella, Roma..